# Hans Lynge
Hans Louis Abel Lynge (født 6. september 1906 i Nuuk, død 2. juli 1988 i Haderslev) var en grønlandsk digter, maler, forfatter og billedhugger. Han var tidligere kateket og politiker. I dag anses Hans Lynge som en af de vigtigste kunstnere i grønlandsk kunsthistorie.
Lynge blev uddannet lærer ved seminariet i Nuuk i 1927. Her blev han alvorligt syg af tuberkulose og måtte derfor som 25-årig opgive sit erhverv. Lynge har senere beskrevet, hvordan han tog ud i fjeldet alene – stik imod lægernes råd - for at overvinde sygdommen.
Efterfølgende begyndte han som forfatter og kunstner og gik samtidig ind i politik. Han blev valgt til kommunerådet i Qaqortoq (da. Julianehåb) i 1937 og til Sydgrønlands landsråd i 1939. Under krigen var han med i den delegation, der førte forhandlinger med rigsdagens Grønlandsudvalg. Som politiker ønskede Lynge større selvbestemmelse til Grønland og ligeværd mellem grønlændere og danskere. Han er kendt for at have sagt: ”Vi vil gøre fejltagelserne selv”. 
Sin litterære debut fik han i 1934, med dramaet TigorKârâ pissarâ. 
Lynges sang Nuilersup qilaap seqinersuata, skrevet til skuespillet Nunaga asavdlugo i 1935, optræder i Højskolesangbogen under den danske titel Som en morgen, når solen står strålende op.
Romanen Ersinngitsup piumasaa (Den usynliges vilje) fra 1938 regnes for et absolut hovedværk, både for Lynge, men også i grønlandsk litteratur.  Da den blev genudgivet på dansk i 2018, fik den 5 stjerner i en anmeldelse i Politiken. 
Efter krigen rejste Lynge til Danmark for at uddanne sig på Kunstakademiet, hvor han gik 1947-50. Samtidig sagde han farvel til politik. Efter uddannelsen foretog han flere rejser til Frankrig og Italien, og som billedkunstner var han inspireret af den europæiske impressionisme. Essensen i Hans Lynges kunst er den grønlandske kulturarv og en stærk kærlighed til sit land. Hans Lynge malede sine billeder ud fra små skitser og ud fra sin erindring eller fantasi.
I 1972 etablerede Lynge sammen med kunstneren Bodil Kaalund Grønlands første kunstskole under navnet Grafisk Værksted, og han var leder af den i en årrække.
Hans Lynge levede sine sidste år i Danmark, hvor han og ægtefællen Inge Lynge flyttede til i 1984.

## Familie
Lynge blev i 1930 gift med Mathilde Lund, datter af Henrik Lund. Sammen fik de sønnerne Niels-Henrik Lynge og Torben Emil Lynge. Parret blev senere skilt, hvilket er blevet kaldt Grønlands første skilsmisse. Lynge giftede sig for anden gang i 1961 med læge Inge Overgaard, der senere blev Grønlands første overlæge i psykiatri. Hans Lynge er farfar til forfatteren og debattøren Nauja Lynge.

## Hæder
Lynge blev Ridder af Dannebrog i 1972.